# Фредерик, Тамара
Тамара Лин Фредерик (англ. Tamara Lin Frederick; р.15 августа 1989 года в Парк-Ридже, штат Иллинойс) — американская шорт-трекистка. Серебряная призёр чемпионата мира в эстафете.

## Спортивная карьера
Тамара Фредерик с раннего детства занималась фигурным катанием в скоростном клубе Park Ridge, и там же она перешла в шорт-трек. В 2011 году выступала на Кубке Америки и заняла в общем зачёте 8-е место. Уже в 2012 году на чемпионате мира в Шанхае в эстафете выиграла серебряную медаль в составе Ланы Геринг, Джессики Смит и Эмили Скотт, и в том же году дважды с командой выиграла серебро на этапах Кубка мира в Москве и Дордрехте. В 2013 году стала 13-й на чемпионате США, а в начале 2014 года участвовала на олимпийском отборе и заняла 15-е место. В 2015 году на национальном чемпионате была 5-й.
Она училась в Университете Северного Мичигана в Маркетте.